# Clean Bandit
Clean Bandit é um grupo britânico de música eletrônica fundado em Cambridge, Inglaterra, Reino Unido, em 2009. O grupo é composto por Grace Chatto, Jack Patterson e Luke Patterson.
Em 2013 o single "Mozart's House", lançado pela Black Butter, alcançou o número 17 no UK Singles Chart. Em janeiro de 2014, o grupo alcançou seu primeiro lugar no seu país natal com o single "Rather Be", que junta elementos da música clássica com a batida da dance music. "Rather Be" manteve-se no topo da parada britânica por quatro semanas. Em 2014, "Rather Be" alcançaram o número 10 na Billboard Hot 100, posição que foi ultrapassada pelo single "Rockabye" (nº 9 na Hot 100), em 2017.
Para além de "Rather Be", a banda já conta com três nº 1 no Reino Unido ("Rockabye", "Symphony" e "Solo") e com mais 5 singles no top 5 britânico ("Extraordinary", "Real Love", "Stronger", "Tears" e "Miss You").

## Carreira musical

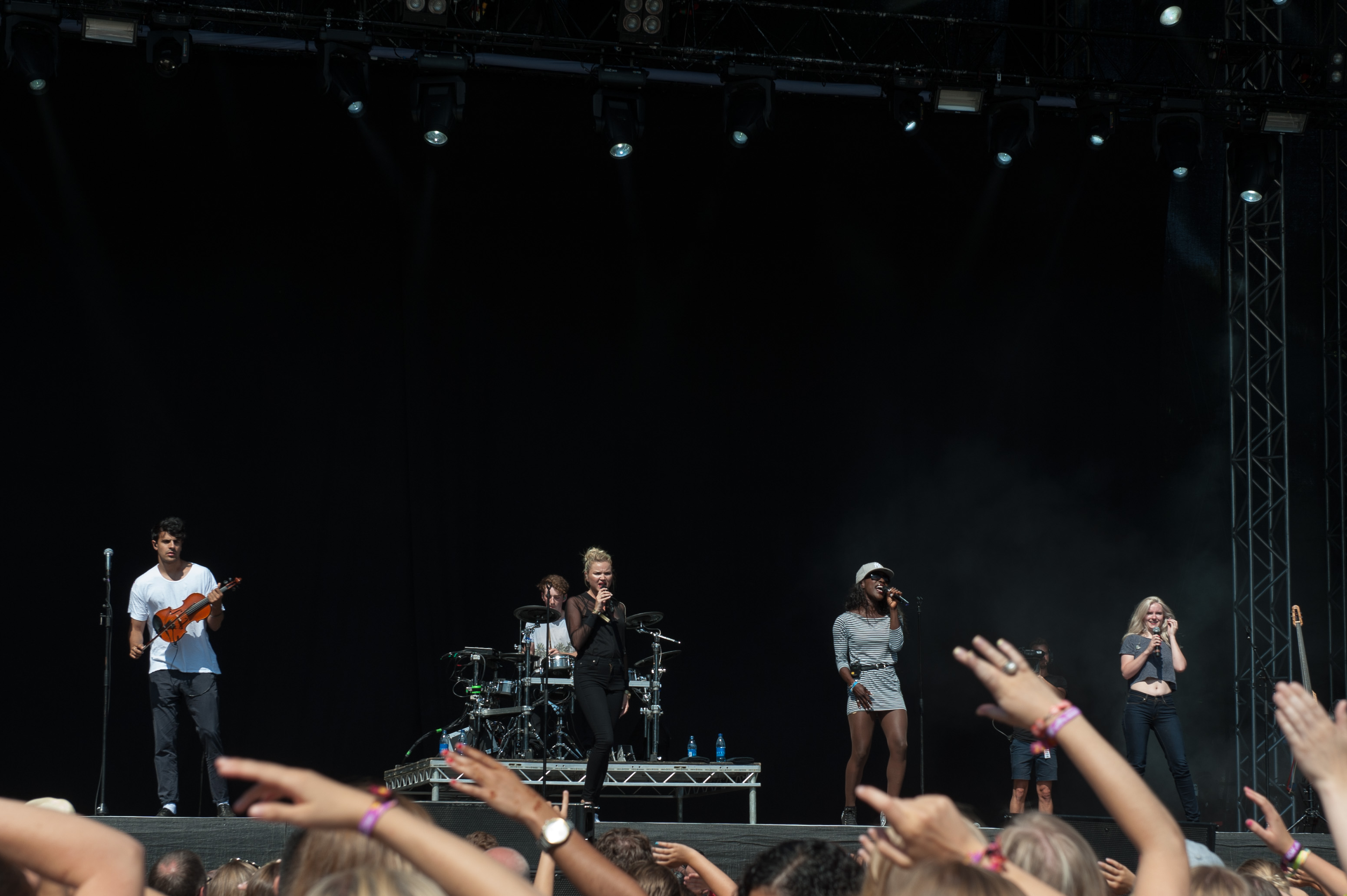
Clean Bandit, com os cantores Florence Rawlings e Elisabeth Troy, no Way Out West em Gothenburg, Suécia Agosto de 2014.

### 2006–2012: formação e começo da carreira
Os membros da banda Jack Patterson, Grace Chatto e Milan Neil Amin-Smith se conheceram enquanto estudavam como alunos de graduação no Jesus College, na Universidade de Cambridge. Na época, Amin-Smith estava liderando um quarteto de cordas, juntamente com Chatto, visto que ambos participavam da Westminster School. Chatto era namorada de Patterson na época e Patterson iria gravar as performances de Chatto. Ele começou a re-misturar essas gravações com batidas de tambor e outro de música eletrônica que ele criou e deixou Chatto ouvir essas gravações que ela gostava. Um de seus amigos, Ssegawa-Ssekintu Kiwanuka, em seguida, escreveu a letra para a peça e a canção "Mozart's House". Eventualmente, a ideia de formar uma banda veio.
O nome da banda, Clean Bandit, vem de uma tradução de uma frase russo (Chatto e Patterson viveu na Rússia por um período); o significado é semelhante à frase Inglês "bastardo completo". Patterson tarde maio 2014, disse que na verdade é um termo bastante afetuoso semelhante ao Inglês "utter rascal".

### 2012–presente:New Eyesesingles
Em dezembro de 2012, o grupo lançou seu primeiro single "A + E", que alcançou a posição número 100 no UK Singles Chart . A canção é o primeiro single de seu próximo álbum de estreia New Eyes que estava marcado para lançado em 02 de junho de 2014 em Atlantic Records UK. Em 29 de fevereiro de 2012, eles lançaram o vídeo on-line para o seu single "UK Shanty", com Cambridge contemporâneo e supermodelo Lily Cole. Em 29 de março de 2013, eles lançaram o segundo single do álbum "Mozart's House". A canção chegou ao número dezessete no UK Singles Chart, tornando-se seu primeiro top vinte único no gráfico. O terceiro single do álbum "Dust Clears" alcançou o número quarenta e três no gráfico. Quarto single do álbum "Rather Be", com Jess Glynne foi lançado em 19 de Janeiro de 2014 e liderou a UK Singles Chart, o seu primeiro número um na parada.
Em 14 de abril de 2014, a banda fez sua estreia na TV em Later with Jools Holland, na BBC. Em maio de 2014, eles também anunciaram data da turnê pelo Reino Unido. Em setembro 2014 eles se apresentaram com a Orquestra Filarmônica da BBC no MediaCityUK. A banda colaborou Jess Glynne após a sua canção de sucesso "Rather Be", no single é "Real Love". Em 02 de dezembro de 2014, a banda fez um anúncio de que fariam uma parceria com a Lumia.
Em 2017, a banda conseguiu dois números um consecutivos no Reino Unido, com "Rockabye", que conta com a participação de Sean Paul e Anne-Marie, e "Symphony", que apresenta vocais de Zara Larsson. "Rockabye" também alcançou o nº 1 na Austrália, Alemanha, Irlanda, Itália, Nova Zelândia e Suíça.

## Características

### Estilo musical
A música do grupo Clean Bandit tem sido descrita como uma "fusão", misturando música eletrônica com elementos clássicos e deep house. A maioria das músicas se entrelaça com composições clássicas, como as de Beethoven, Dvorak, etc. (mais notavelmente, Mozart para sua canção "Mozart House"). Algumas de suas músicas também envolve o humor "tongue-in-cheek".
Clean Bandit produziu sua própria música e convidou artistas para aparecer em suas canções. Inicialmente, muitas gravadoras se recusaram a contratá-los pois pensavam que eles fossem uma "banda de brincadeira".
O grupo produz uma sensação elétrica única em suas canções. A maioria das músicas que eles produzem podem conter um duplo sentido ou interpretação para o significado da canção. "Rather Be" e "Extraordinary" pode ser interpretado como um "eletro-pop".

### Vídeos
Grace Chatto (integrante da banda), afirmou que os vídeos musicais que acompanham as músicas são a parte integral das obras como um todo; os vídeos seriam concebidos durante o processo de escrever as músicas. Os vídeos são feitos de forma independente e muitas vezes têm referências à cultura em si (por exemplo, o homem de patinação no gelo no vídeo de "Dust Clears" é uma referência para a pintura de Henry Raeburn de The Skating Minister). Chatto e Patterson formaram a sua própria empresa de produção cinematográfica, Cleanfilm, para fazer vídeos de música para si e para outros artistas, e vídeos corporativos.

## Discografia

### Álbuns de estúdio
| Título                                                                                        | Detalhe do álbum                                                                                | Posições em paradas músicais | Posições em paradas músicais | Posições em paradas músicais | Posições em paradas músicais | Posições em paradas músicais | Posições em paradas músicais | Posições em paradas músicais | Posições em paradas músicais | Posições em paradas músicais | Certificações                       |
| Título                                                                                        | Detalhe do álbum                                                                                | UK                           | AUS                          | AUT                          | BEL                          | FRA                          | ALE                          | HOL                          | SUI                          | EUA                          | Certificações                       |
| --------------------------------------------------------------------------------------------- | ----------------------------------------------------------------------------------------------- | ---------------------------- | ---------------------------- | ---------------------------- | ---------------------------- | ---------------------------- | ---------------------------- | ---------------------------- | ---------------------------- | ---------------------------- | ----------------------------------- |
| New Eyes                                                                                      | - Lançamento: 30 de maio de 2014 - Gravadora: Atlantic - Formatos: CD, LP, digital download     | 3                            | —                            | 67                           | 39                           | 52                           | 31                           | 22                           | 8                            | 180                          | - BPI: Ouro - RIAA: Ouro            |
| What Is Love?                                                                                 | - Lançamento: 30 de novembro de 2018 - Gravadora: Atlantic - Formatos: CD, LP, digital download | 9                            | 48                           | —                            | 56                           | 141                          | —                            | 47                           | 58                           | 141                          | - BPI: Ouro - MC: Ouro - RIAA: Ouro |
| "—" indica que a gravação não foi incluída nas paradas ou não foi distribuída naquela região. |                                                                                                 |                              |                              |                              |                              |                              |                              |                              |                              |                              |                                     |

## Singles

### Como artista principal
| Título                                                                                        | Ano  | Posições em paradas músicais | Posições em paradas músicais | Posições em paradas músicais | Posições em paradas músicais | Posições em paradas músicais | Posições em paradas músicais | Posições em paradas músicais | Posições em paradas músicais | Posições em paradas músicais | Posições em paradas músicais | Certificações | Álbum             |
| Título                                                                                        | Ano  | UK                           | AUS                          | AUT                          | BEL                          | FRA                          | ALE                          | HOL                          | SUE                          | SUI                          | EUA                          | Certificações | Álbum             |
| --------------------------------------------------------------------------------------------- | ---- | ---------------------------- | ---------------------------- | ---------------------------- | ---------------------------- | ---------------------------- | ---------------------------- | ---------------------------- | ---------------------------- | ---------------------------- | ---------------------------- | --- | ----------------- |
| "A+E" (featuring Kandaka Moore and Nikki Cislyn)                                              | 2012 | 100                          | —                            | —                            | —                            | —                            | —                            | —                            | —                            | —                            | —                            | | New Eyes          |
| "Mozart's House" (featuring Love Ssega)                                                       | 2013 | 17                           | —                            | —                            | —                            | —                            | —                            | —                            | —                            | —                            | —                            | | New Eyes          |
| "Dust Clears" (featuring Noonie Bao)                                                          | 2013 | 43                           | —                            | —                            | —                            | —                            | —                            | —                            | —                            | —                            | —                            | | New Eyes          |
| "Rather Be" (featuring Jess Glynne)                                                           | 2014 | 1                            | 2                            | 1                            | 2                            | 2                            | 1                            | 1                            | 1                            | 2                            | 10                           | - BPI: 4× Platina - ARIA: 5× Platina - BEA: Platina - BVMI: 3× Ouro - MC: 3× Platina - RIAA: 4× Platina - RMNZ: Platina - SNEP: Platina     | New Eyes          |
| "Extraordinary" (featuring Sharna Bass)                                                       | 2014 | 5                            | —                            | —                            | 4                            | —                            | —                            | 66                           | —                            | —                            | —                            | - BPI: Prata | New Eyes          |
| "Come Over" (featuring Stylo G)                                                               | 2014 | 45                           | —                            | —                            | 7                            | —                            | 76                           | —                            | —                            | —                            | —                            | | New Eyes          |
| "Stronger"                                                                                    | 2015 | 4                            | —                            | —                            | 79                           | —                            | —                            | —                            | —                            | —                            | —                            | - BPI: Prata | New Eyes          |
| "Tears" (featuring Louisa Johnson)                                                            | 2016 | 5                            | —                            | —                            | 24                           | —                            | 95                           | 36                           | 45                           | —                            | —                            | - BPI: Platina | What Is Love?     |
| "Rockabye" (featuring Sean Paul and Anne-Marie)                                               | 2016 | 1                            | 1                            | 1                            | 2                            | 4                            | 1                            | 1                            | 1                            | 1                            | 9                            | - BPI: 3× Platina - ARIA: 5× Platina - BEA: 2× Platina - BVMI: 2× Ouro - MC: 6× Platina - RIAA: 3× Platina - RMNZ: Platina - SNEP: Diamante | What Is Love?     |
| "Symphony" (featuring Zara Larsson)                                                           | 2017 | 1                            | 4                            | 13                           | 3                            | 11                           | 9                            | 4                            | 1                            | 6                            | —                            | - BPI: 3× Platina - ARIA: 4× Platina - BEA: Platina - BVMI: Platina - MC: 2× Platina - RIAA: Platina - RMNZ: Platina - SNEP: Diamante       | What Is Love?     |
| "I Miss You" (featuring Julia Michaels)                                                       | 2017 | 4                            | 20                           | 57                           | 5                            | 72                           | 49                           | 10                           | 34                           | 43                           | 92                           | - BPI: Platina - ARIA: 2× Platina - BEA: Platina - BVMI: Ouro - MC: Platina - RIAA: Ouro - RMNZ: Ouro - SNEP: Ouro                          | What Is Love?     |
| "Solo" (featuring Demi Lovato)                                                                | 2018 | 1                            | 7                            | 1                            | 3                            | 4                            | 1                            | 14                           | 2                            | 2                            | 58                           | - BPI: Platina - ARIA: 2× Platina - BEA: Platina - BVMI: Platina - MC: 2× Platina - RIAA: Platina - RMNZ: Ouro - SNEP: Platina              | What Is Love?     |
| "Baby" (featuring Marina and Luis Fonsi)                                                      | 2018 | 15                           | —                            | —                            | 5                            | —                            | —                            | —                            | —                            | —                            | —                            | - BPI: Prata | What Is Love?     |
| "Mama" (featuring Ellie Goulding)                                                             | 2019 | 98                           | —                            | —                            | —                            | —                            | —                            | —                            | —                            | —                            | —                            | | What Is Love?     |
| "Higher" (featuring iann dior)                                                                | 2021 | 66                           | —                            | —                            | —                            | —                            | —                            | —                            | —                            | —                            | —                            | | Non-album singles |
| "Everything But You" (featuring A7S)                                                          | 2022 | 55                           | —                            | —                            | —                            | —                            | —                            | —                            | —                            | —                            | —                            | | Non-album singles |
| "Cry Baby" (featuring Anne-Marie and David Guetta)                                            | 2024 | 72                           | —                            | —                            | —                            | —                            | —                            | —                            | —                            | —                            | —                            | | Non-album singles |
| "—" indica que a gravação não foi incluída nas paradas ou não foi distribuída naquela região. |      |                              |                              |                              |                              |                              |                              |                              |                              |                              |                              | |                   |